# Punctozotroctes
Punctozotroctes es un género de escarabajos longicornios de la tribu Acanthoderini. Fue descrito por Tavakilian y Néouze en 2007.

## Especies
- Punctozotroctes bolivianus Martins & Galileo, 2007
- Punctozotroctes chemsaki Tavakilian & Neouze, 2007
- Punctozotroctes feuilleti Tavakilian & Neouze, 2007
- Punctozotroctes guianensis Tavakilian & Neouze, 2007
- Punctozotroctes hovorei Tavakilian & Neouze, 2007
- Punctozotroctes inhamum Martins, Galileo & Limeira-de-Olveira, 2009
- Punctozotroctes nordestinus Martins & Galileo, 2007
- Punctozotroctes tavakiliani Wappes, Galileo & Santos-Silva, 2017
- Punctozotroctes tuberculatus Galileo & Martins, 2011
- Punctozotroctes wappesi Tavakilian & Neouze, 2007